# Воздушные кавычки

Указательный и средний палец сгибаются два раза

Воздушные кавычки — жест, обозначающий кавычки во время устной речи. Жест заключается в изображении «виртуальных кавычек»: обе руки держатся на ширине плеч на уровне глаз или плеч говорящего, при этом указательный и средний пальцы на каждой руке сгибаются в начале и конце фразы, заключённой в кавычки. Фраза с воздушными кавычками чаще всего очень короткая, не более нескольких слов.
Воздушные кавычки часто используются для выражения сатиры, сарказма, иронии или эвфемизма, и аналогичны ироническим кавычкам в печати.

## Описание
Использование подобного жеста было зафиксировано в 1927 году, Гленда Фаррелл использовала воздушные кавычки в комедии 1937 года «Завтраки на двоих». Гораздо раньше, в 1889 году, Льюис Кэрролл в своём последнем романе описал похожую идею: воздушные скобки и воздушный знак вопроса. Термин «воздушные кавычки» впервые появился в журнале Spy в 1989 году в статье Пола Рудника и Курта Андерсена, которые утверждают, что они стали обычным жестом в 1980 году.
Этот жест часто использовался в телешоу «Celebrity Charades» (1979) для обозначения цитаты или фразы. В эпизоде «Nurse’s Wild» из сериала «Emergency» (1972), персонаж Рой Десото использует воздушные кавычки на базовой станции Rampart Hospital.
Воздушные кавычки стали особенно популярны в 1990-х, что многие приписывают комику Стиву Мартину, который часто использовал их с преувеличенным вниманием в своих шоу. Ещё одной причиной популярности воздушных кавычек стал персонаж Беннетт Брауэр, сыгранный в юмористическом скетч-шоу «Saturday Night Live» комиком Крисом Фарли, агрессивный, но неуклюжий в обществе комментатор, который использует воздушные кавычки, когда высмеивает ожидания общества в отношении него. Кроме того, в фильмах об Остине Пауэрсе доктор Зло часто использует воздушные кавычки, объясняя что-либо своим приспешникам, в частности при использовании реальных фраз, которые он ошибочно полагает, что придумал сам, например, «лазер» и «Звезда смерти», и в одной удалённой сцене даже утверждает, что изобрёл этот жест.
В специальном шоу HBO англ. Back in Town 1996 года комик Джордж Карлин высмеивает использование воздушных кавычек в ските «Кавычки в воздухе» из сегмента «Свободно плавающая враждебность».